# Tartarocreagris grubbsi
Tartarocreagris grubbsi är en spindeldjursart som beskrevs av William B. Muchmore 200. Tartarocreagris grubbsi ingår i släktet Tartarocreagris och familjen helplåtklokrypare. Inga underarter finns listade i Catalogue of Life.